# Andromeda (serial telewizyjny)
Gene Roddenberry's Andromeda jest serialem telewizyjnym science-fiction pomysłu twórcy Star Treka Gene’a Roddenberry'ego realizowanym już po jego śmierci (od 2000 roku).
W Polsce pokazywany był na antenie Tele 5 (2 serie) oraz w AXN (wszystkie 5 serii).

## Obsada
| Bohater          | Aktor                   | Funkcja                                            | Postać  | Postać   | Postać    | Postać   | Postać    |
| Bohater          | Aktor                   | Funkcja                                            | Sezon I | Sezon II | Sezon III | Sezon IV | Sezon V   |
| ---------------- | ----------------------- | -------------------------------------------------- | ------- | -------- | --------- | -------- | --------- |
| Dylan Hunt       | Kevin Sorbo             | kapitan Andromeda Ascendant                        | Główna  | Główna   | Główna    | Główna   | Główna    |
| Beka Valentine   | Lisa Ryder              | kapitan Eureka Maru pierwszy oficer na Andromedzie | Główna  | Główna   | Główna    | Główna   | Główna    |
| Tyr Anasazi      | Keith Hamilton Cobb     | oficer uzbrojenia                                  | Główna  | Główna   | Główna    | Gościnna |           |
| Telemachus Rhade | Steve Basic             | oficer uzbrojenia                                  |         | Gościnna |           | Główna   | Główna    |
| Seamus Harper    | Gordon Michael Woolvett | główny mechanik                                    | Główna  | Główna   | Główna    | Główna   | Główna    |
| Trance Gemini    | Laura Bertram           | lekarz, oficer medyczny                            | Główna  | Główna   | Główna    | Główna   | Główna    |
| Rev Bem          | Brent Stait             | oficer naukowy                                     | Główna  | Główna   | Gościnna  | Gościnna |           |
| Andromeda/Rommie | Lexa Doig               | SI statku/android                                  | Główna  | Główna   | Główna    | Główna   | Gościnna* |
| Doyle            | Brandy Ledford          | android                                            |         |          |           |          | Główna    |

*Lexa Doig w 5 sezonie do 17 odcinka występowała gościnnie. Dopiero od 18 odcinka wróciła do pełnej obsady. Powodem była jej ciąża.

## Czołówki
| Sezon   | Wersja | Wersja |
| ------- | --- | --- |
| Sezon   | polska | angielska |
| I       | Wspólnota planet legła w gruzach, lecz jeden człowiek ocalały na pokładzie Andromedy – ostatniego okrętu Straży postanowił wskrzesić tę największą Cywilizację w dziejach Wszechświata. (tłumaczenie AXN)     | The long night has come, the System's Commonwealth-the greatest civilisation in history-has fallen, but now one ship, one crew have vowed to drive back the night and re-kindle the light of civilisation. On the starship Andromeda hope lives again... |
| II      | Dylan Hunt − ostatni Strażnik upadłej Cywilizacji powraca do życia w świecie chaosu. Przy pomocy jednego okrętu pragnie znów zjednoczyć Galaktyki. Andromeda jest jedyną nadzieją na pokój. (tłumaczenie AXN) | He is the last guardian of a fallen civilisation A Hero from another time, faced with a Universe in chaos, Dylan Hunt recruits an unlikely crew and sets out to reunite the galaxies. On the Starship Andromeda, hope lives again.                       |
| III – V | Walczymy o bezpieczny Wszechświat. Nazywam się Dylan Hunt i jestem kapitanem Andromedy. Oto nasze przygody. (tłumaczenie AXN)                                                                                 | The universe is a dangerous place. But in our future my crew and I fight to make it safe. I am Dylan Hunt captain of the Andromeda Ascendant and these are our adventures.                                                                               |